# Charles Lambe
Sir Charles Edward Lambe, GCB, CVO (* 20. Dezember 1900 in Stalbridge, Dorset (nach anderen Angaben: Camberwell, London); † 29. August 1960 in Newport-on-Tay, Fife, Schottland) war ein britischer Seeoffizier der Royal Navy, der unter anderem als Admiral zwischen 1954 und 1957 Zweiter Seelord (Second Sea Lord and Chief of Naval Personnel), von 1958 bis 1959 Oberkommandierender der Mittelmeerflotte (Commander-in-Chief, Mediterranean Fleet) sowie zuletzt zwischen 1959 und 1960 Erster Seelord und Chef des Marinestabes (First Sea Lord and Chief of the Naval Staff) war. Er wurde mit seinem Eintritt in den Ruhestand am 10. Mai 1960 zum Flottenadmiral (Admiral of the Fleet) befördert und verstarb wenige Monate später.

## Leben

### Ausbildung zum Seeoffizier, Offizier und Stabsoffizier

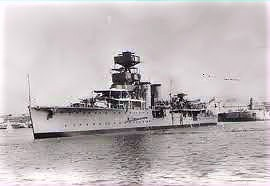
Kapitän zur See Charles Lambe war zwischen 1938 und 1939 Kommandant (Commanding Officer) des Leichter Kreuzers Curlew.

Charles Edward Lambe, einziger Sohn von Henry Edward Lambe und dessen Ehefrau Lilian Hope Bramwell, trat 1914 als Seekadett (Cadet) in die Royal Navy ein und begann eine Offiziersausbildung am Royal Naval College Osborne. Nach seiner Beförderung zum Midshipman am 17. August 1917 war er im letzten Jahr des Ersten Weltkrieges von 1917 bis 1919 auf dem Schlachtschiff HMS Emperor of India eingesetzt. Am 15. Januar 1923 wurde er zunächst kommissarische Kapitänleutnant (Acting Lieutenant) und später zum Kapitänleutnant (Lieutenant) befördert, wobei diese Beförderung auf den 15. Februar 1922 zurückdatiert wurde. Nach einem Kurzlehrgang wurde er vom 7. August 1923 bis 24. September 1925 auf das Schlachtschiff HMS Benbow versetzt und absolvierte daraufhin einen Torpedo-Lehrgang am Royal Naval College Greenwich. Er war vom 10. Oktober 1927 bis August 1929 Torpedooffizier auf dem zur Mittelmeerflotte gehörenden Zerstörer HMS Stuart.
Während des Besuchs eines am 14. Januar 1930 begonnenen Stabslehrgangs am Royal Naval Staff College Greenwich wurde Lambe am 15. Februar 1930 zum Korvettenkapitän (Lieutenant Commander) befördert. Daraufhin besuchte er zwischen dem 6. März 1931 und Januar 1932 die Torpedoschule in Portsmouth und war vom 15. Juli 1932 und Juni 1933 Torpedooffizier auf dem Schweren Kreuzer HMS Hawkins, der zum Marineverband in Ostindien (East Indies Station) gehört. Er erhielt am 30. Juni 1933 seine Beförderung zum Fregattenkapitän (Commander) und war zwischen dem 1. Dezember 1935 und dem 19. August 1935 Geschwader-Torpedooffizier der Zerstörer-Flottillen der Mittelmeerflotte. Daraufhin besuchte er vom 19. August 1935 bis zum 1. September 1936 erneut die Torpedoschule in Portsmouth und befand zwischen dem 1. September 1936 und Oktober 1938 in besonderer Verwendung in der Admiralität. Zugleich fungierte er in dieser Zeit für die Könige Eduard VIII. und nach dessen Abdankung Georg VI. als Ehrenoffizier (Equerry to the King). In diesen Verwendungen wurde er am 31. Dezember 1937 zum Kapitän zur See (Captain) befördert und für seine Verdienste am 28. September 1938 Commander des Royal Victorian Order (CVO). Im Oktober 1938 übernahm er den Posten als Kommandant (Commanding Officer) des Leichten Kreuzers HMS Curlew und behielt diesen bis Januar 1939.

### Zweiter Weltkrieg, Nachkriegszeit und Flaggoffizier

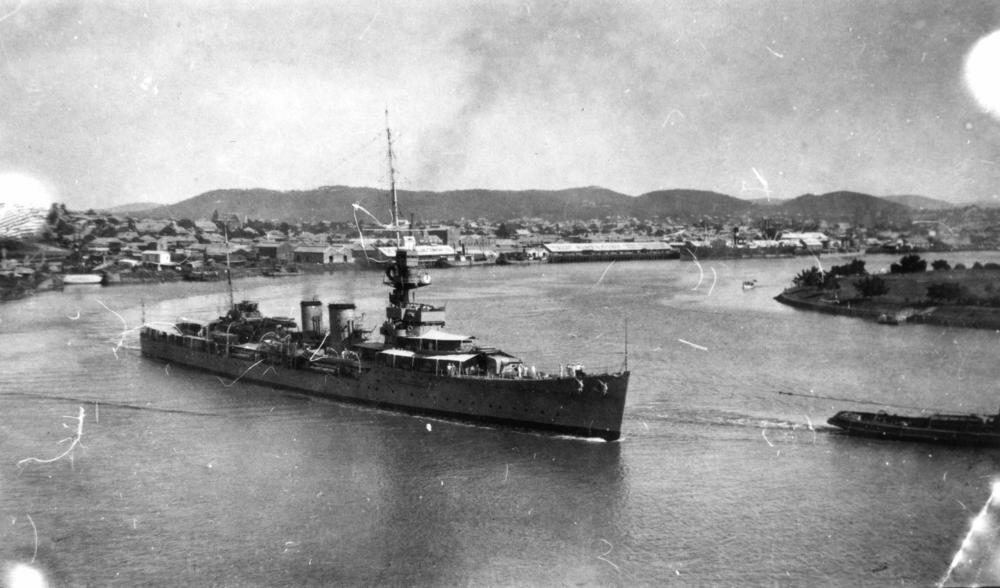
Zu Beginn des Zweiten Weltkriegs war Kapitän zur See Lambe von 1939 bis 1940 Kommandant des Leichten Kreuzers Dunedin.

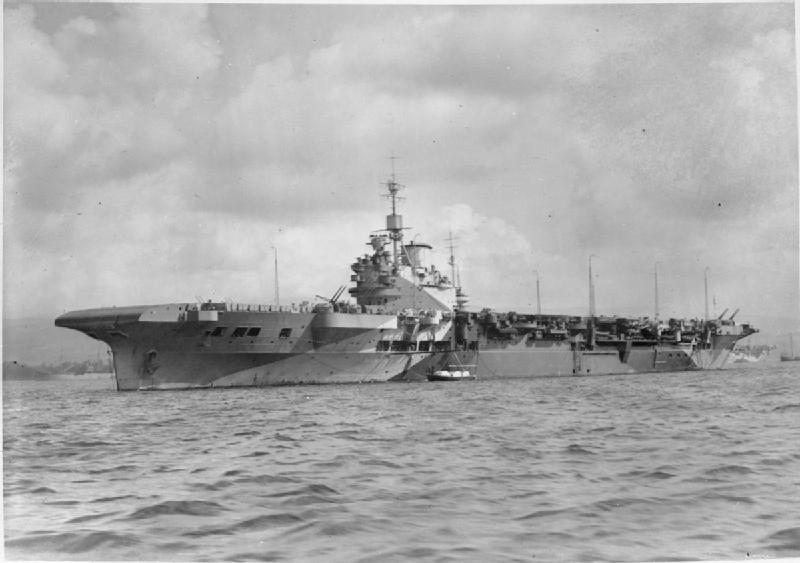
Lambe war ferner zwischen 1944 und 1945 Kommandant des Flugzeugträgers Illustrious.

Am 2. Januar 1939 wurde Kapitän zur See Charles Lambe Kommandant des Leichten Kreuzers Dunedin und behielt diesen Posten im Zweiten Weltkrieg bis zum 4. September 1940. Für seine Verdienste wurde er am 11. Juli 1940 erstmals im Kriegsbericht erwähnt (Mentioned in dispatches). Am 2. Oktober 1940 wechselte er wieder in die Admiralität und war dort zwischen Juli 1941 und Januar 1942 zunächst stellvertretender Leiter der Planungsabteilung (Assistant Director of Plans Division, Admiralty) sowie im Anschluss vom 12. März 1942 bis April 1944 Leiter der Planungsabteilung (Director of Plans Division, Admiralty). Für seine Verdienste wurde er am 1. Januar 1944 auch Companion des Order of the Bath (CB). Im letzten Kriegsjahr fungierte er zwischen Juli 1944 und Juli 1945 als Kommandant des Flugzeugträgers Illustrious. Zugleich war er 1945 Kommandeur der Flugzeugträger der Britischen Pazifikflotte BPF (British Pacific Fleet). Er wurde für seine Verdienste während der Operation Meridian, den Luftangriffen auf Palembang zwischen dem 24. und dem 29. Januar 1945 erneut im Kriegsbericht erwähnt. Am 23. Oktober 1945 wurde er für seinen Einsatz bei der Operation Iceberg, den Luftangriffen auf die Sakishima-Inseln und die Schlacht um Okinawa am 3. Mai 1945, abermals im Kriegsbericht erwähnt.
Am 29. August 1945 erhielt Lambe den kommissarischen Rang eines Konteradmiral (Acting Rear-Admiral), woraufhin er zwischen dem 29. August 1945 und dem 17. September 1947 als Assistierender Chef des Marinestabes für die Marineflieger (Assistant Chief of Naval Staff (Air)) zuständig war. Er wurde in dieser Funktion am 8. Juli 1947 zum Konteradmiral (Rear-Admiral) befördert. Danach übernahm er auf dem Marinefliegerstützpunkt RN Air Station Donibristle am 17. September 1947 den Posten als Admiral für die Flugausbildung (Flag Officer Flying Training) und bekleidete diesen Posten bis August 1949. Im Anschluss war er zwischen dem 8. September 1949 und Januar 1951 Kommandierender Admiral des 3. Flugzeugträgergeschwaders (Flag Officer Commanding 3rd Aircraft Carrier Squadron) mit dem Leichten Flugzeugträger Vengeance als Flaggschiff. In dieser Funktion erfolgte am 1. Dezember 1950 seine Beförderung zum Vizeadmiral (Vice-Admiral).
Danach fungierte Charles Lambe innerhalb der Heimatflotte (Home Fleet) zwischen März 1951 und Januar 1953 als Admiral der Marinefliegerverbände (Flag Officer, Air (Home)). In dieser Zeit begleitete er 1952 als Flaggoffizier der Königlichen Yacht Königin Elisabeth II. bei deren Staatsbesuch in Australien und Neuseeland. Darüber hinaus fungierte er zwischen 1952 und 1960 auch als zusätzlicher Ehrenoffizier der Königin (Extra Equerry to the Queen). Danach wurde er am 1. Januar 1953 zum Knight Commander des Order of the Bath (KCB) geschlagen, so dass er fortan den Namenszusatz „Sir“ führte.

### Aufstieg zum Admiral, Erster Seelord und Admiral of the Fleet
Am 20. März 1953 löste Lamb Admiral Sir Guy Russell als Oberkommandierender der Fernost-Flotte (Commander-in-Chief, Far Eastern Fleet) und bekleidete diesen Posten bis April 1955, woraufhin Vizeadmiral Sir Alan Scott-Moncrieff seine Nachfolge antrat. Auf diesem Posten erfolge am 30. März 1954 auch seine Beförderung zum Admiral. Am 11. Oktober 1955 wechselte er wieder in die Admiralität und wurde dort erneut Nachfolger von Admiral Sir Guy Russell, und zwar dieses Mal als Zweiter Seelord (Second Sea Lord and Chief of Naval Personnel). In dieser Verwendung war er bis zu seiner Ablösung durch Admiral Sir Deric Holland-Martin im Oktober 1957 für die Personalangelegenheiten der Royal Navy zuständig. Am 13. Juni 1957 wurde er darüber hinaus zum Knight Grand Cross des Order of the Bath (GCB) erhoben. Im November 1957 löste er Admiral Sir Ralph Edwards als Oberkommandierender der Mittelmeerflotte (Commander-in-Chief, Mediterranean Fleet) ab. Er bekleidete dieses Amt bis Februar 1959 und wurde daraufhin vom Admiral Sir Alexander Bingley abgelöst. In dieser Zeit war er zudem in Personalunion zwischen November 1957 und Februar 1959 auch Oberkommandierender der in Malta stationierten Alliierten NATO-Streitkräfte im Mittelmeer AFMED (NATO Commander-in-Chief, Allied Forces Mediterranean).
Zuletzt übernahm Admiral Sir Charles Lambe im Mai 1959 von Admiral of the Fleet Sir Louis Mountbatten, 1. Earl Mountbatten of Burma die Posten als Erster Seelord und Chef des Marinestabes (First Sea Lord and Chief of the Naval Staff). Er bekleidete diese Funktionen als Lord Commissioner of the Admiralty bis Mai 1960, woraufhin Admiral Sir Caspar John ihn ablöste. Er wurde mit seinem Eintritt in den Ruhestand am 10. Mai 1960 zum Flottenadmiral (Admiral of the Fleet) befördert und verstarb wenige Monate später.
Charles Edward Lambe war seit 1940 mit Lesbia Rachel Corbet (1905–1990) verheiratet, Tochter von Sir Walter Orlando Corbet, 4. Baronet. Aus dieser Ehe gingen ein Sohn und eine Tochter hervor.